# Catostomus leopoldi
Catostomus leopoldi és una espècie de peix de la família dels catostòmids i de l'ordre dels cipriniformes.

## Hàbitat i distribució geogràfica
És un peix d'aigua dolça, demersal i de clima tropical, el qual es troba a Nord-amèrica: el nord-oest de Mèxic.